# Jacques Moeschal (architecte)
Pour les articles homonymes, voir Jacques Moeschal.
Jacques Moeschal, né à Uccle le 31 juillet 1913 et mort à Auderghem le 24 décembre 2004, est un architecte et sculpteur belge.

## Biographie
Architecte de formation, élève à l'Académie de Bruxelles (1929-1941), où il deviendra professeur aux côtés d’un de ses maîtres, le professeur Henry Lacoste, il s’oriente rapidement vers la sculpture. Il réalise toutefois, dans l’immédiat après-guerre et l’essentiel des années 1950, divers projets d’habitations, comme, la maison du célèbre violoniste belge Arthur Grumiaux à Rhode-Saint-Genèse (1952), et agrémente de sculptures ou bas-reliefs plusieurs réalisations de ses collègues et amis architectes, comme Robert Schuiten (notamment l’Église Saint-Joseph à Wezembeek-Oppem (1953)).
Lors de l’expo 1958 à Bruxelles, il collabore (avec les architectes André Paduart et Jean Van Doosselaere) à la réalisation  de la célèbre « flèche du génie civil », principale attraction architecturo-sculpturale belge de cet événement après l’Atomium, mais hélas  détruite en 1970. Cette réalisation marque le véritable début d’une brillante carrière internationale
L’intégration de sculptures monumentales dans les sites urbains ou autres lieux majeurs dans la vie de l’homme représentera toujours une préoccupation essentielle dans la création de Jacques Moeschal : prendre la route, jalonner les étapes par des signes qui guident, qui rassurent, qui témoignent du progrès et du génie de son temps…
Même si tout le monde ne connaît pas le nom de leur créateur, les œuvres de Jacques Moeschal sont connues de tous, principalement de ceux qui sillonnent les autoroutes et sont attirés par ses signes devenus familiers.
Anobli par le Roi Baudouin en 1992 au titre de chevalier, il est probablement le sculpteur monumentaliste belge le plus connu internationalement.  
Il est inhumé à Auderghem.

## Œuvres
- La flèche du génie civil, à l'expo de 1958 ;
- « capteur de lumière » (1962) érigé dans le désert du Néguev ;
- « signal de Grand-Bigard » sur l’échangeur routier de l’E40 avec le ring de Bruxelles (1963) ;
- le monumental « disque solaire » sur la Route de l'amitié des Jeux olympiques de Mexico ;
- le gigantesque « signal d’Hensies » le long de l'autoroute Bruxelles – Paris (1972) dont l’étreinte de mains stylisées, une alliance reliant deux pylônes jumeaux symbolise l’amitié entre la France et la Belgique[1] ;
- « signal d'Aalbeke » (« De Sjouwer ») le long de l'autoroute E17 Gand - Lille, près de Courtrai (1974) ;
- la maison « De Keignaert » près d’Ostende (1974) ;
- « sculpture sur la colline » (1974) ;
- fontaine de la Gare du Midi à Bruxelles (1988) ;
- « Liberté », place Cardinal Mercier, Louvain-la-Neuve ;
- « signe de lumière » de la Porte de Namur à Bruxelles (1999) ;
- « Voie des airs » à l’aéroport de Bruxelles National (2002) ;
- « Toute une vie » à Auderghem ;

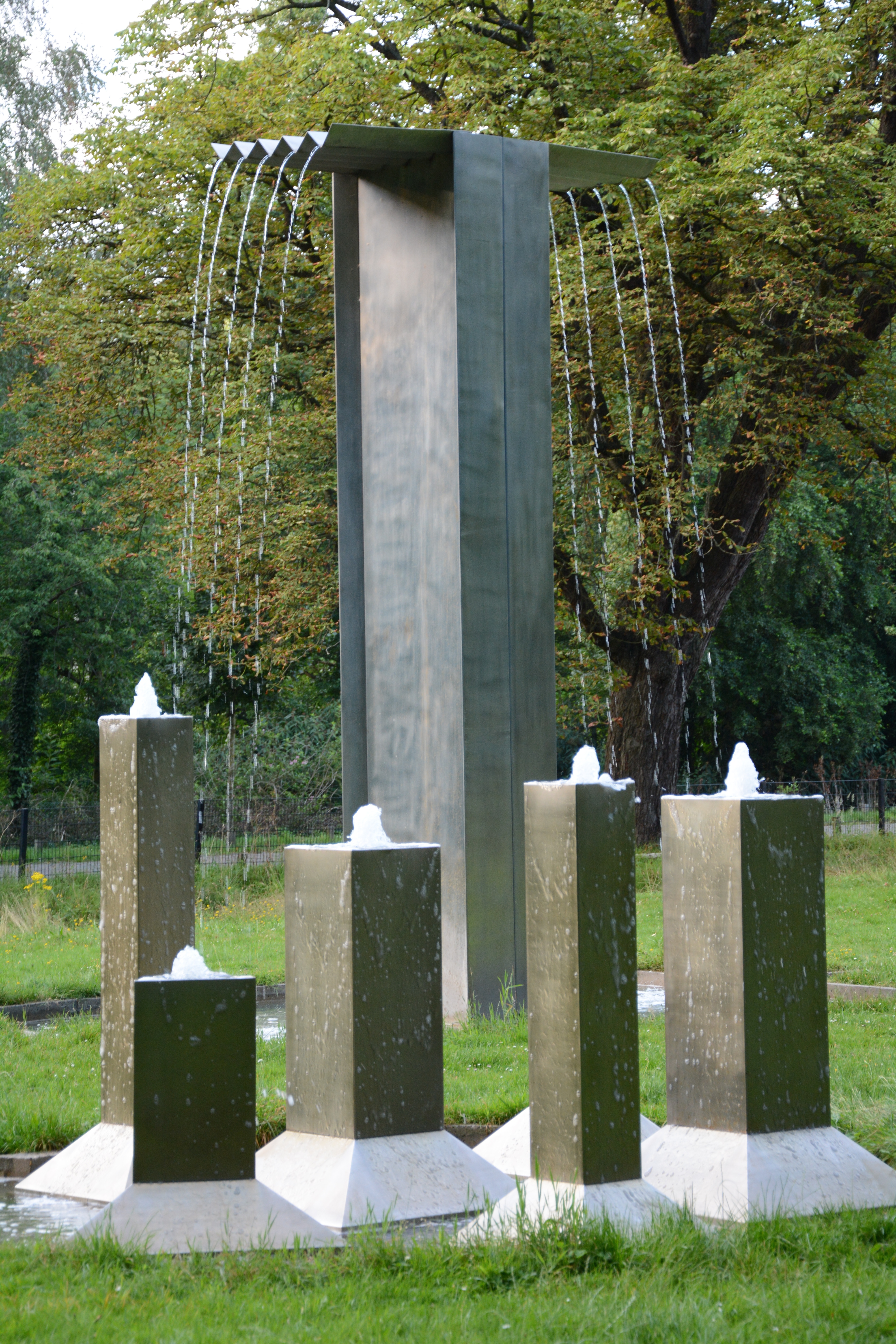
Fontein
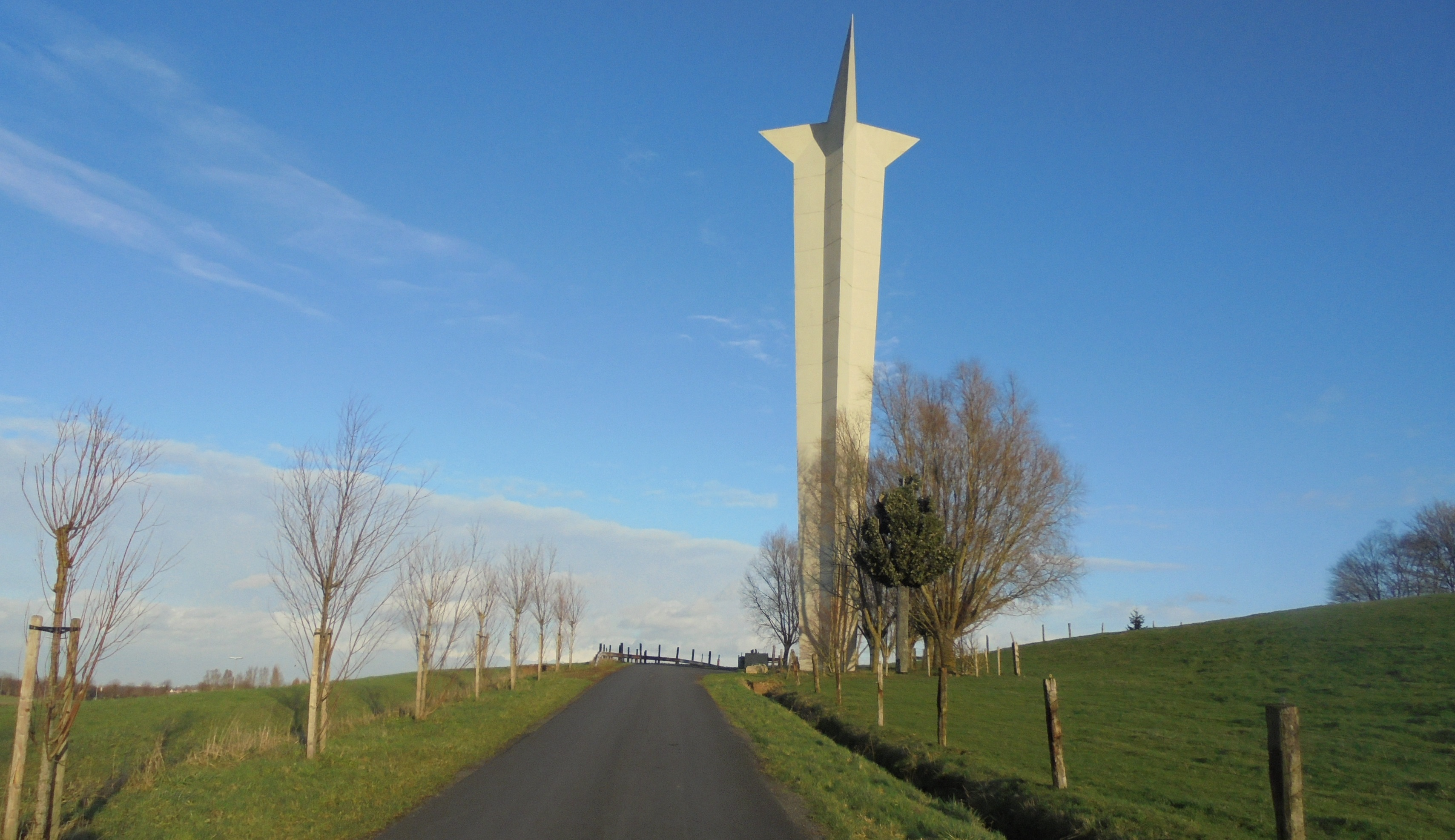
« Signal d'Aalbeke » (« De Sjouwer ») (1974)
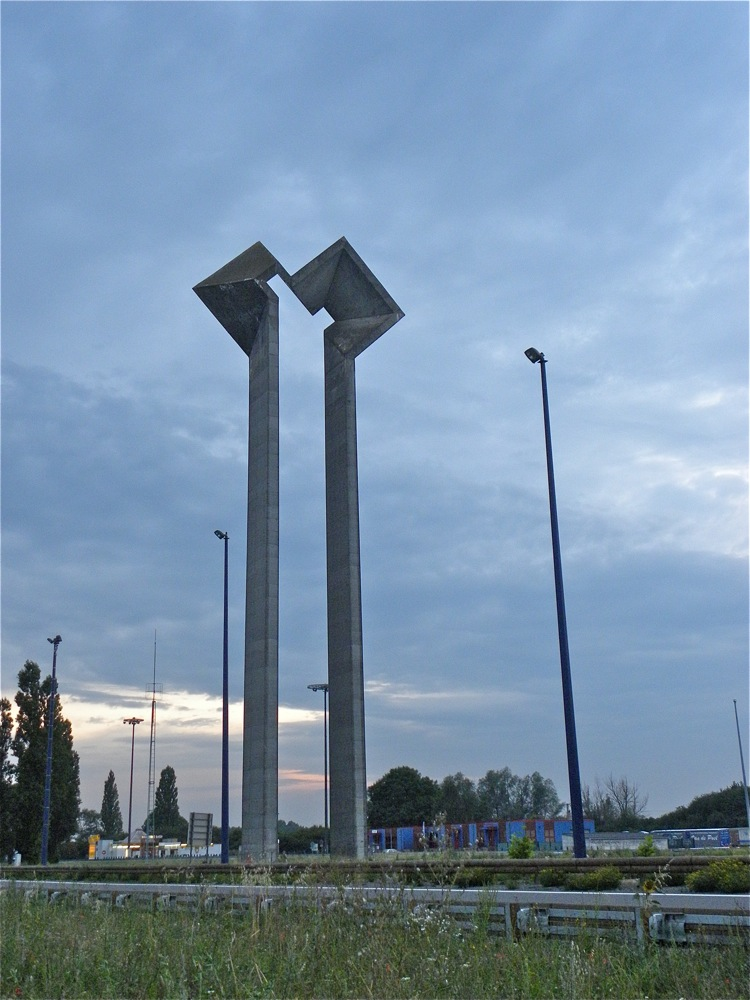
Signal d'Hensies (1972)
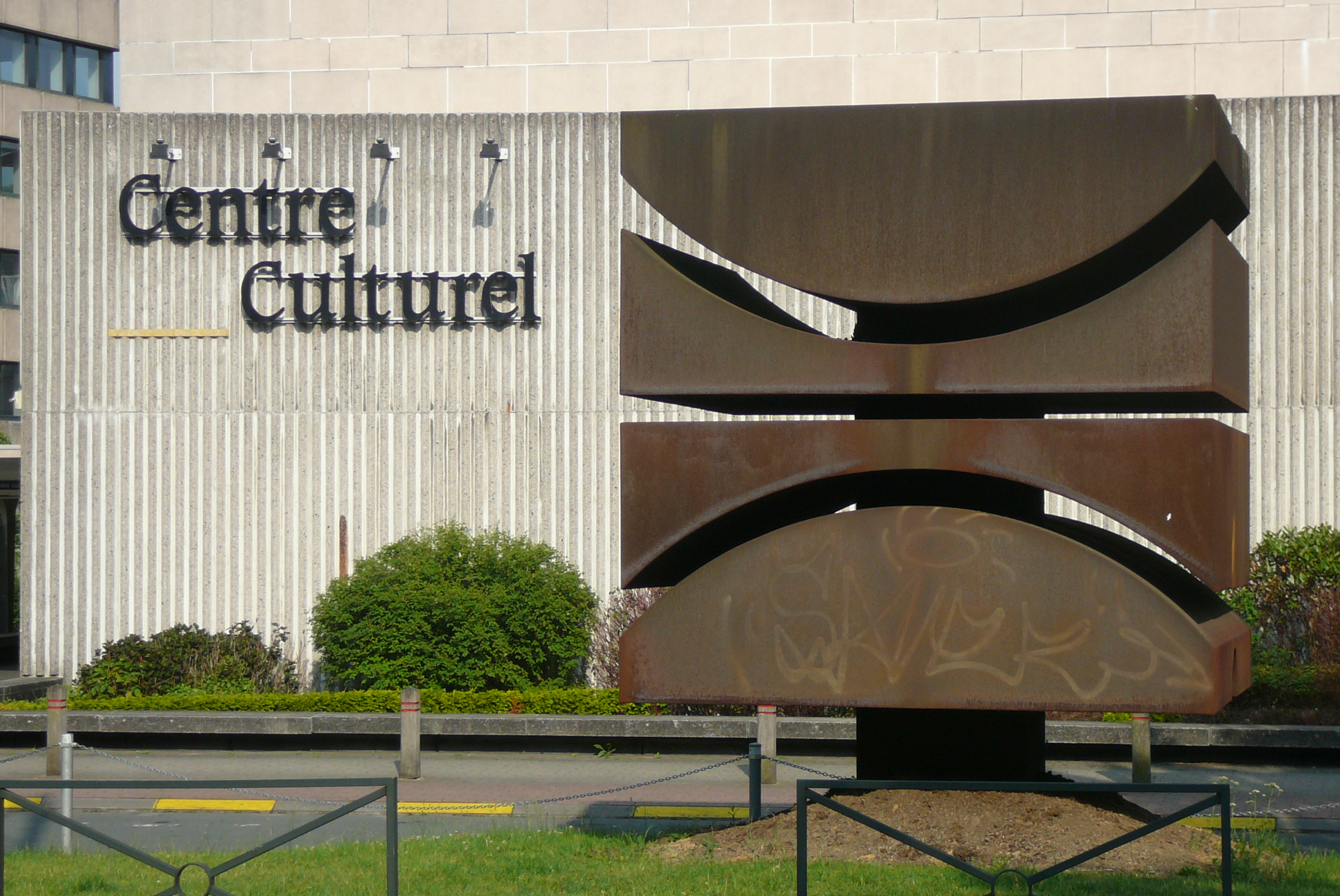
Cube
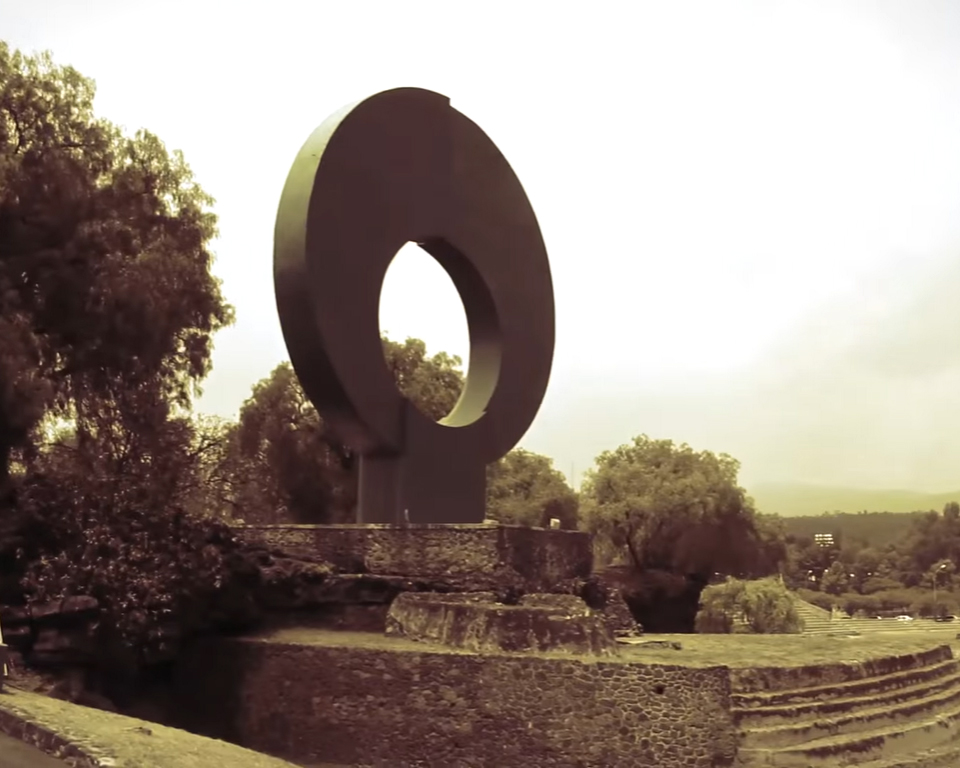
Disco solar
Fontaine à la Gare du Midi (1988)
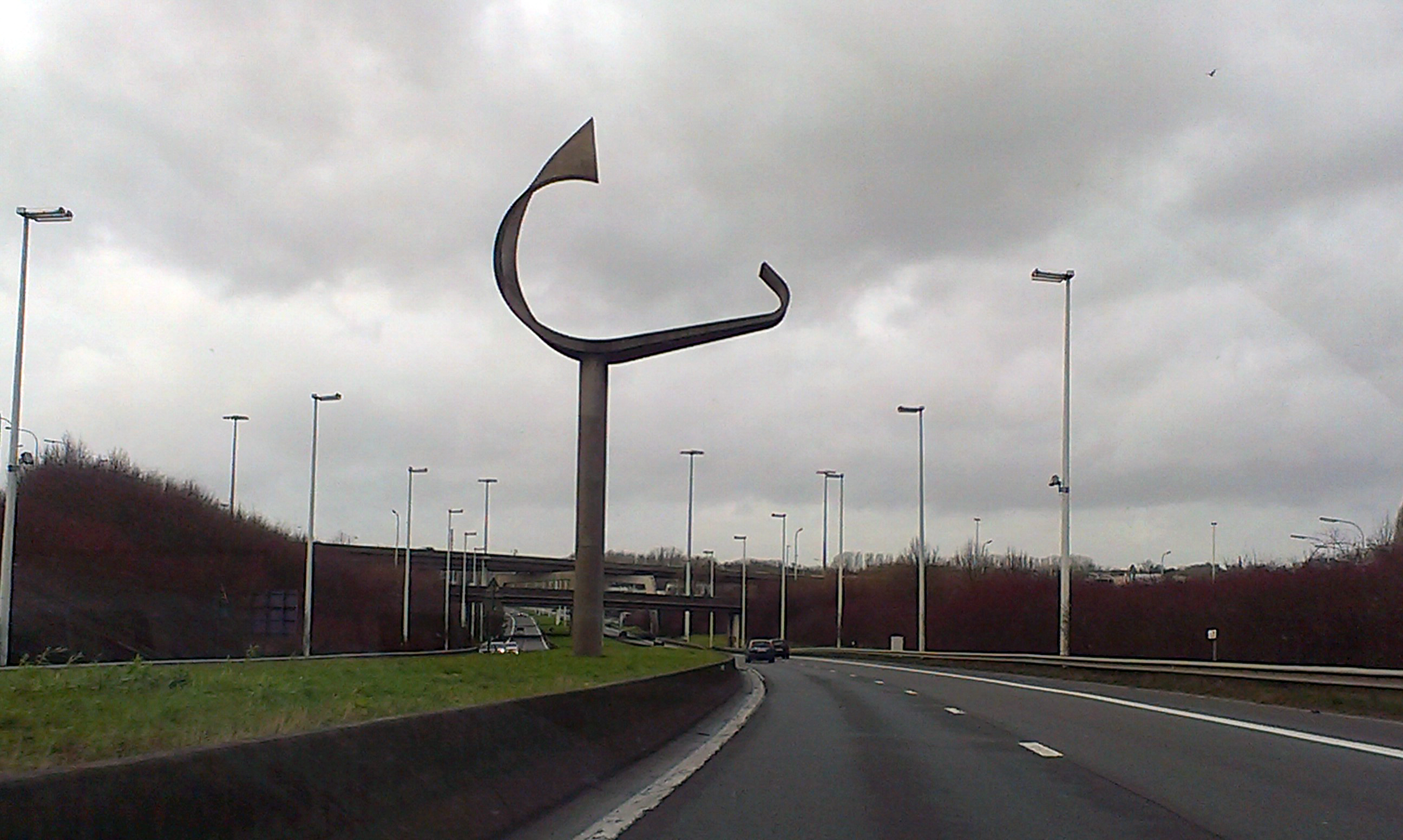
« signal de Grand-Bigard » (1963)
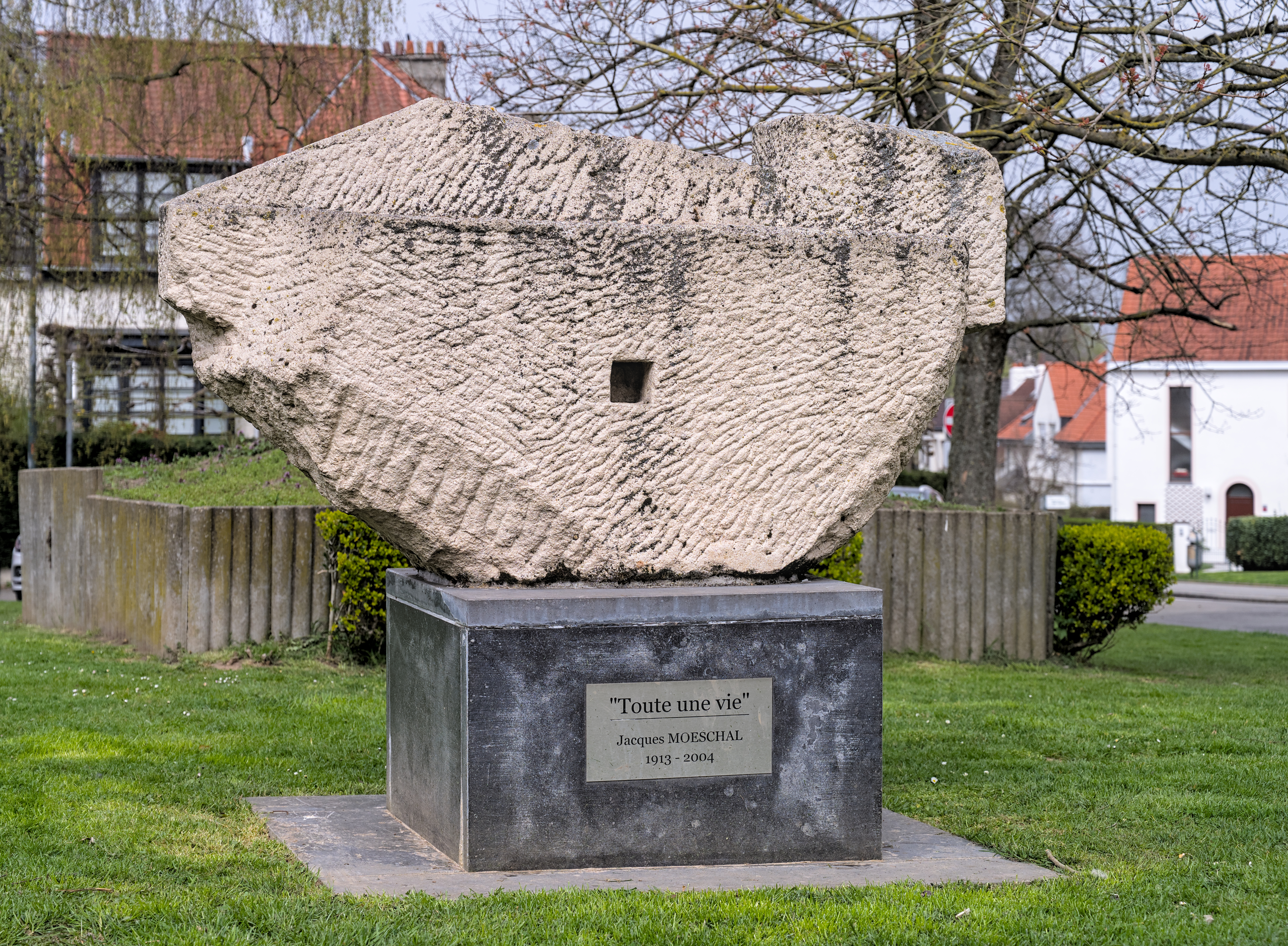
Toute une vie (Auderghem)
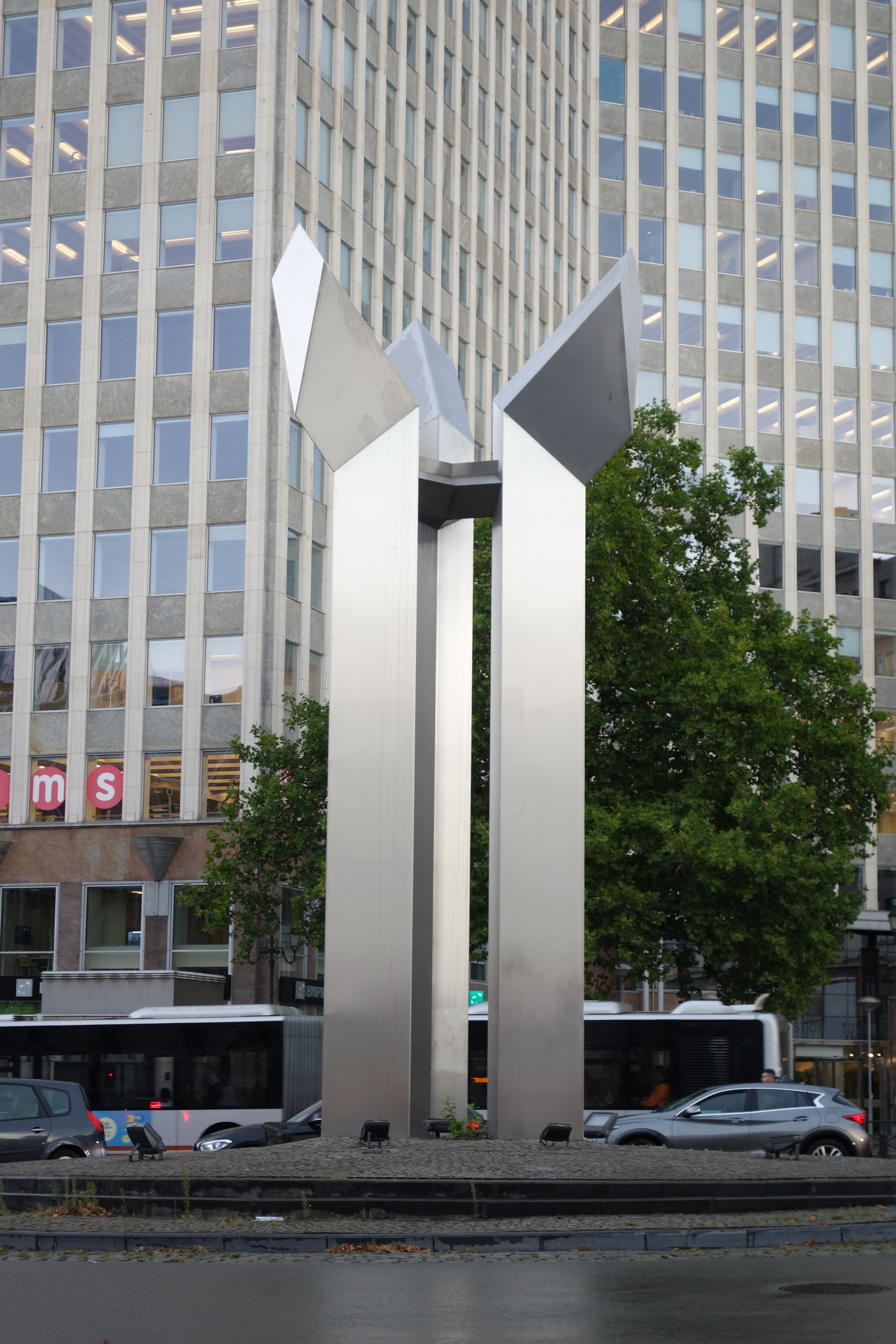
Signe de lumière (1999)

### Repères bibliographiques
- Philippe Roberts-Jones, Jacques Moeschal ou la sculpture architectonique, Les Carnets d'architecture contemporaine, no 6, CFC-Éditions, Bruxelles, 2002.
- Richard Flament et Véronique Moeschal, Jacques Moeschal - sculpteur architecte, collection '9' dirigée par Robert Nahum, no 1, 180° éditions, Bruxelles, 2013.
- Angelique Campens, Roxane Le Grelle, Iwan Strauven (eds.), Jacques Moeschal, Verlag der Buchhandlung Walther und Franz König, Cologne, 2021.